# زبیده (سربیشه)
زبیده یک منطقهٔ مسکونی در ایران است که در بخش مرکزی شهرستان سربیشه واقع شده‌است. براساس سرشماری مرکز آمار ایران در سال ۱۳۹۵، زبیده ۶۸ نفر جمعیت دارد.